# Lista dos personagens de The L Word
Esta é uma lista das personagens do seriado The L Word.

## A
- Coleman Alt: gay. Interpretado por Brendan Penny. Personagem secundário com aparição apenas durante a 3ª temporada.
  - Relacionou-se sexualmente com Frank em 1984;
  - Relacionou-se sexualmente com Bette Porter em 1984.
- Marcus Allenwood: heterossexual. Interpretado por Marcus Gibson. Personagem secundário com aparição apenas durante a 1ª temporada.
  - Marcus foi o doador de esperma de Tina Kennard;
  - Era namorado de Lei Ling.
- Andrew: heterossexual. Interpretado por Darrin Klimek. Personagem secundário com aparição apenas durante a 1ª temporada.
  - Foi em um “encontro às cegas” com Dana Fairbanks, antes de descobrir que ela era lésbica;
  - Teve uma pequena relação com Alice Pieszecki durante a 1ª temporada.
- April: lésbica "ex-gay". Personagem apenas mencionada na 3ª temporada.
  - Relacionou-se com o primeiro namorado de Alice Pieszecki. Mencionado durante o episódio 3.01:Labia Majora;
  - Relacionou-se com Alice Pieszecki quando esta tentava recuperar-se de um relacionamento anterior. Mencionado durante o episódio 3.01:Labia Majora.
- Ivan Aycock: lésbica crossdresser. Interpretada Kelly Lynch. Personagem coadjuvante durante o final da 1ª temporada até parte da segunda.
  - Teve uma relação de cinco anos com Iris, uma exótica dançarina. Mencionado da 2ª temporada;
  - Apaixonou-se por Kit Porter durante as 1ª e 2ª temporadas, mas não foi correspondida;
  - Foi dona de 51% do The Planet da 2ª até a 5ª temporada.

## B
- Nick Barashov: heterossexual. Interpretado por Julian Sands. Personagem secundário com aparição durante o epsódio 1.05:Lies, lies, lies.
  - Professor que se relacionou com Jenny Schecter durante seus anos de faculdade.
- Allen Barnes: interpretada por Sara Botsford. Personagem secundária com aparição apenas durante a 2ª temporada.
  - Artista e amiga de Helena Peabody.
- Billie Blaikie: gay. Interpretado por Alan Cumming. Personagem coadjuvante durante a 3ª temporada.
  - Trabalhou como produtor de festas do The Planet;
  - Relacionou-se sexualmente com Moira/Max Sweeney durante a 3ª temporada.
- Annette Bishop: heterossexual. Interpretada Sarah Strange. Personagem secundária com aparição apenas durante a 1ª temporada.
  - Melhor amiga de Jenny Schecter;
  - Fingiu estar namorando Jenny Shecter no episódio 1.08:Listen Up.
- Benjamin Bradshaw: heterossexual. Interpretado por Charles S. Dutton. Personagem secundário com aparição apenas durante a 2ª temporada.
  - Teve um caso com Kit Porter mesmo sendo casado, durante a ª temporada.
- Josh Brecker: heterossexual. Interpretado por Paul Popowich. Personagem secundário com aparição apenas durante a 3ª temporada.
  - Tentou começar a ter um relacionamento com Tina Kennard no episódio 3.07:Lone star.
- Brooke: personagem apenas mencionada durante o episódio Piloto.
  - Relacionou-se com Heather e com Nina.
- Brooke: heterossexual. Interpretada por Chelsea Hobbs. Personagem secundária com aparição apenas durante a 4ª temporada.
  - Iniciou uma relação com Moira/Max Sweeney, sem saber que Moira/Max estava em transição de mulher para homem.

## C
- Melanie Caplan: lésbica. Personagem secundária mencionada da 1ª temporada com aparição durante na 2ª temporada.
  - Relacionou-se com Dana Fairbanks. Mencionado durante o episódio Piloto;
  - Relacionou-se com Heather. Mencionado durante o episódio Piloto.
- Jean-Paul Chamois: interpretado por Robert Gauvin; Personagem secundário com aparição apenas no episódio Piloto.
  - Foi cogitado por Bette Porter e Tina Kennard como possível doador para a inseminação artificial de Tina
- Adele Channing: lésbica/bissexual. Interpretada por Malaya Rivera Drew. Personagem coadjuvante durante a 5ª temporada.
  - Assistente pessoal e falsa-admiradora de Jenny Schecter;
  - Conseguiu o cargo de diretora do filme Lez Girls através de uma chantagem;
  - Ralacionou-se com a atriz que interpretava "Karina" no filme Lez Girls.
- Lover Cindy (Cindi Tucker): lésbica. Personagem secundária com aparições durante boa parte da 5ª temporada.
  - Mantinha um relacionamento aberto com Dawn Denbo;
  - Fez sexo a três com Dawn e Shane McCutcheon durante o episódio 5.04:Let's Get This Party Started;
  - Relacionou-se sexualmente com Shane sem a permissão ou o conhecimento de Dawn.
- Claybourne: lésbica. Interpretada por Jill Christensen. Personagem secundária com aparição durante o episódio 2.02:Lap dance.
  - Casar-se-ia com Robin em 2002, mas traiu-a durante a cerimônia de casamento.
  - Durante o último episódio da 3ª temporada, é mostrada uma ligação entre Claybourne e Lara Perkins n'O Quadro.
- Katherine Claymore: lésbica. Personagem secundária apenas mencionada durante a 1ª temporada.
  - Foi a primeira namorada de Alice Pieszecki depois da faculdade. Mencionado durante o episódio 1.03:Let's do it.
- Clive: gay. Interpretado por Matthew Currie Holmes Personagem secundária com aparição durante a 1ª temporada.
  - Amigo de Shane McCutcheon.
  - Relacionou-se com Harry Samchuk.
- Roberta Collie: interpretada por Cynthia Stevenson. Personagem secundária com aparição durante a 3ª temporada.
  - Roberta foi a assistente social designada para avaliar o pedido de Bette Porter e Tina Kennard.

## D
- Slim Daddy: heterossexual. Interpretado por Snoop Dogg. Personagem secundário com aparições durante os episódios 1.10:Luck, next time e 1.11:Liberally.
  - Gravou uma música com Kit Porter.
- Dawn Denbo: lésbica. Interpretada por Elizabeth Keener. Personagem coadjuvante durante a 5ª temporada.
  - Promoter e dona do SheBar;
  - Natural de Miami;
  - Mantinha uma relação aberta com Cindy Tucker;
  - Fez sexo a três com Shane McCutcheon e Cindy;
  - Mantinha uma rivalidade com Kit Porter e o The Planet.
  - Comprou os 51% do The Planet que pertenciam a Ivan Aycock, tornando-se sócia majoritária.
  - Jurou vingança à Shane - o que incluía todas as suas amigas - por ela ter "seduzido" Cindy. Daí o verdadeiro motivo da rivalidade com Kit.
- Gabby Deveaux também conhecida como Lésbica X: lésbica. Interpretada por Guinevere Turner. Personagem secundária com aparições nas 1ª, 2ª e 6ª temporadas.
  - Teve um caso com Alice Pieszecki durante parte da 1ª temporada e antes da linha de história da série começar;
  - Relacionou-se paralelamente com Nadia enquanto saía com Alice;
  - Namorou Lara Perkins durante parte da segunda temporada;
  - Relacionou-se com Eva "Papi" Torres durante a sexta temporada.

## E
- Eric: heterossexual. Interpretado por Kyle Cassie. Personagem secundário com uma aparição durante o episódio 1.12:Looking back.
  - Era namorado de Tina Kennard em 1998, antes de ela começar a se relacionar com Bette Porter.

## F
- Marina Ferrer: lésbica. Interpretada por Karina Lombard. Protagonista durante a 1ª temporada, embora tenha aparecido em dois episódios da 4ª temporada.[1]
  - Dona do café The Planet durante a 1ª temporada.
  - Casada com Manfredi Ferrer, escondendo sua orientação sexual;[1]
  - Mantinha uma relação aberta com Francesca Wolff há cinco anos;
  - Envolvou-se amorosa e sexualmente com Jenny Shecter, enquanto esta namorava Tim Haspel;
  - Ralacionou-se com Robin Allenwood durante a 1ª temporada;
  - Relacionou-se com Claude Mondrian durante a 4ª temporada.

## G
- Valerie Goins: lésbica. Interpretada por Camille Sullivan. Personagem secundária com aparição no episódio 2.07:Luminous.
  - Namorava Leigh Ostin.
- Gregg: heterossexual. Interpretado por Robin Nielsen. Personagem secundário com aparição durante o episódio 1.12:Looking back.
  - Era namorado de Alice Pieszecki durante os tempos de faculdade.
- Barbara Grisham: lésbica. Intepretada por Dana Delany. Personagem secundária com aparição no episódio 3.04: Light my fire.
  - Senadora do estado de Massachusetts;
  - Tentou seduzir Bette Porter, mas fracassou.

## I
- Iris: interpretada por Mikela J. Mikael. Personagem secundária com aparição durante o episódio 2.09:Late, later, latent.
  - Mantinha uma relação aberta com Ivan Aycock há cinco anos.

## M
- Winnie Mann: lésbica. Interpretada por Melissa Leo. Personagem secundária com aparição durante a 2ª temporada.
  - Foi casada com Helena Peabody. Mencionado no episódio 2.06:Lágrimas de Oro.
  - Mãe biológica de Wilson Mann Peabody.
  - Mãe adotiva de Jun Ying Mann Peabody.
- Carla McCutcheon: heterossexual. Personagem secundária com aparição durante o episódio 3.12:Left hand of the goddess.
  - Mãe de Shay McCutcheon;
  - Foi casada com Gabriel McCutcheon.
- Gabriel McCutcheon: heterossexual. Interpretado por Eric Roberts. Personagem secundário com aparição durante o episódio 3.12:Left hand of the goddess
  - Pai de Shane e Shay McCutcheon;
  - Foi casado com Carla McCutcheon;
  - Enquanto visitava o Canadá, durante oepisódio 3.12:Left hand of the goddess, envolveu-se com uma mulher chamada Patty e fugiu com ela, abandonando sua mulher e seu filho.
- Shane McCutcheon: lésbica. Interpretada por Katherine Moennig. Protagonista.
  - Filha de Gabriel McCutcheon;
  - Irmã mais velha de Shay McCutcheon;
  - Teve uma relação conturbada com Cherie Jaffe durante a 1ª temporada e voltou a se relacionar com ela em alguns episódios das 3ª e 4ª temporadas;
  - Mora com Jenny Schecter desde a 2ª temporada;
  - Namorou Carmen de la Pica Morales até o episódio 3.12:Left hand of the goddess, quando abandonou Carmen no altar;
  - Dormiu com por volta de 950 a 1200 pessoas, a maioria em noites de sexo sem compromisso. A quantidade, porém, é dita como sendo de 963 pessoas de acordo com o site "OurChart.com" de Alice Pieszecki. Mencionado no episódio 4.01:Legend in the Making;
  - Namorou com Paige Sobel durante a 4ª temporada. Terminaram o namoro depois de Shane tê-la traído no episódio 5.01:LGB Tease;
  - Relacionou-se com Molly Kroll durante a 4ª temporada. Foi a primeira relação homossexual de Molly;
  - Beijou Nikki Setevens durante a 5ª temporada, o que deixou Jenny profundamente magoada.
- Shay McCutcheon: interpretado por Aidan Jarrar. Personagem coadjuvante durante a 3ª temporada.
  - Filho de Gabriel e Carla McCutcheon;
  - Ficou sob a responsabilidade de sua irmã mais velha, Shane McCutcheon, morando com ela, com Jennifer Schecter e com Moira/Max Sweeney durante a 4ª temporada.
- Begoña Morales: interpretada por Patricia Mayen-Salazar. Personagem secundária com aparição na 3ª temporada.
  - Irmã de Mercedes Morales;
  - Tia de Carmen de la Pica Morales.
- Mercedes Morales: heterossexual. Interpretada por Irene López. Personagem secundária com aparições em alguns episódios da 3ª temporada.
  - Mãe deCarmen de la Pica Morales.
- Dylan Moreland: bissexual. Interpretada por Alexandra Hedison. Personagem coadjuvante do episódio 3.04:Light my Fire até o episódio 3.11:Last dance.
  - Tinha um namorado chamado Danny;
  - Relacionou-se com Helena Peabody, mas traiu sua confiança quando foi posta à prova.

## N
- Nadia: lésbica. Interpretada por Natascha Khadar. Personagem secundária com aparição apenas no episódio 1.04:Longing.
  - Namorou Gabby Deveaux.
- Nina: personagem apenas mencionada durante o episódioPiloto.
  - Está ligada a Alice Pieszecki n'O Quadro. Mencionado durante o episódio Piloto.